# Autofobija
Autofobija ili monofobija je specifičan strah od izolacije, od osjećaja egoizma ili od samoće ili usamljenosti. Osoba ne mora zapravo biti sama, već može jednostavno vjerovati u to da je se ignorira te da je ljudi ne vole, da joj neznanci prijete itd.
Taj se termin koristi i u svom doslovnom značenju da označi nekotrolirani strah od samoga sebe. Ponekad se povezuje sa samomržnjom. Autofobija može biti simptom drugih psiholoških poremećaja ili može kod neke osobe predstavljati predispoziciju za razvitak takvih poremećaja.

## Simptomi
Kod ljudi koji pate od autofobije mogu se razviti simptomi tog stanja, premda oni ne moraju biti svjesni da pate od te fobije. Neki od simptoma autofobije su:
- Nekontrolirana anksioznost kad se pomisli na stanje samoće.
- Osjećaj da osoba mora učiniti sve kako ne bi ostala sama.
- Nemogućnost funkcioniranja u samoći ili da se izađe na kraj sa stanjem samoće.
- Potreba za prisustvom drugih.
- Osjećaj nepripadanja, strah od gubitka samoga sebe, strah čovjeka da će poludeti.[3]

## Uzroci
Autofobija se može javiti kada čovjeka ostavi neka bliska osoba. To uzrokuje osjećaje tuge i usamljenosti, i kako vrijeme prolazi čovjeku je sve teže da se tih osjećaja oslobodi.